# Andrew Droz Palermo
Andrew Droz Palermo, ASC és un director de fotografia, director i guionista nord-americà. És conegut pel seu treball a The Green Knight (2021), A Ghost Story (2017), Tu ets el següent (2011), A Teacher (2013), i per dirigir Rich Hill (2014) i One & Two (2015).

## Primers anys
Palermo va néixer a Columbia (Missouri), i es va criar a Jefferson City (Missouri).

## Carrera
Palermo col·labora sovint amb el director David Lowery, fent de director de fotografia a les seves pel·lícules The Green Knight, A Ghost Story, i un programa de televisió Strange Angel. També va treballar amb Hannah Fidell, rodant les seves pel·lícules The Gathering Squall, Man & Gun, A Teacher, 6 Years, i The Long Dumb Road. També va treballar com a director de fotografia a Tu ets el següent i V/H/S (també com actor en el paper "Fifth Thug" al segment "Tape 56"), ambdues dirigides per Adam Wingard.
El 2014, Palermo va co-dirigir Rich Hill, un documental que va guanyar el Gran Premi del Jurat del Documental al Festival de Cinema de Sundance de 2014, una col·laboració amb la seva cosina Tracy Droz Tragos. Palermo també va dirigir One & Two, protagonitzada per Kiernan Shipka i Timothée Chalamet. Es va estrenar al 65è Festival Internacional de Cinema de Berlín de 2015.
El 2023, Palermo esdevingué membre de l'American Society of Cinematographers.

## Filmografia

### Director de fotografia

#### Curtmetratge
| Any  | Títol                                                      | Director                    | Notes                               |
| ---- | ---------------------------------------------------------- | --------------------------- | ----------------------------------- |
| 2009 | Late Spring Heat                                           | Robin Griswold              |                                     |
| 2011 | A Face Fixed                                               | Ell mateix                  | Amb Michael J. Wilson i Mike Wilson |
| 2011 | The Gathering Squall                                       | Hannah Fidell               |                                     |
| 2011 | Man & Gun                                                  | Brian McOmber               | També muntatge                      |
| 2012 | Tape 56                                                    | Adam Wingard                | Segment de V/H/S                    |
| 2013 | Black Metal                                                | Kat Candler                 |                                     |
| 2013 | Dear Valued Guests                                         | Jarred Alterman Paul Sturtz | Curt documental                     |
| 2015 | Raise A Good Man                                           | Dylan Pasture               |                                     |
| 2015 | The Rusted                                                 | Kat Candler                 |                                     |
| 2016 | 10.38                                                      | Daniel Patrick Carbone      |                                     |
| 2016 | The Road                                                   | Hannah Fidell               |                                     |
| 2017 | Ape                                                        | Josh Hutcherson             |                                     |
| 2017 | (The [end) of history illusion]: Miu Miu Women's Tales #14 | Celia Rowlson-Hall          |                                     |
| 2017 | Lakota in America                                          | Mohammad Gorjestani         |                                     |
| 2022 | Oak Thorn & The Old Rose of Love                           | David Lowery                |                                     |

#### Llargmetratges
| Pel·lícules que encara no s'han estrenat | Indica pel·lícules que encara no s'han estrenat |

| Any  | Títol                          | Director      | Notes                         |
| ---- | ------------------------------ | ------------- | ----------------------------- |
| 2011 | Tu ets el següent              | Adam Wingard  |                               |
| 2013 | A Teacher                      | Hannah Fidell |                               |
| 2015 | 6 Years                        | Hannah Fidell |                               |
| 2017 | A Ghost Story                  | David Lowery  |                               |
| 2018 | The Long Dumb Road             | Hannah Fidell |                               |
| 2019 | The True Adventures of Wolfboy | Martin Krejčí |                               |
| 2021 | The Green Knight               | David Lowery  |                               |
| 2024 | Mother Mary                    | David Lowery  | Post-producció; Amb Rina Yang |
| 2025 | Thunderbolts                   | Jake Schreier | Post-producció                |

#### Televisió
| Any  | Títol            | Director                                                           | Notes                                   |
| ---- | ---------------- | ------------------------------------------------------------------ | --------------------------------------- |
| 2015 | Independent Lens | Ell mateix Tracy Droz Tragos                                       | Segment Rich Hill                       |
| 2018 | Strange Angel    | David Lowery Nelson McCormick Ben Wheatley Steph Green Kate Dennis | 6 episodis                              |
| 2022 | Moon Knight      | Justin Benson Aaron Moorhead                                       | Episodis "Summon the Suit" i "The Tomb" |

### Director
Curtmetratge
| Any  | Títol        | Director | Guionista | Productor | Editor |
| ---- | ------------ | -------- | --------- | --------- | ------ |
| 2011 | A Face Fixed | Sí       | Sí        | Sí        | Sí     |

Llargmetratge
| Any  | Títol     | Director | Guionista |
| ---- | --------- | -------- | --------- |
| 2015 | One & Two | Sí       | Sí        |

Televisió
| Any  | Títol            | Notes             |
| ---- | ---------------- | ----------------- |
| 2015 | Independent Lens | Segment Rich Hill |